# Vibrio fischeri biolumineszcencia-gátlási teszt
A biolumineszcencia-gátlási teszt, egy fajt alkalmazó, bakteriális, akut toxicitási teszt, amely toxikus szennyező anyag hatására bekövetkező biolumineszcencia gátláson alapul. Elvégzéséhez az ún. ToxAlertR 100 készüléket alkalmazzák. Bár elsősorban szennyvíz minőségének vizsgálatára dolgozták ki (a ToxAlert kompatibilis az ISO/EN/DIN 11348 szabvánnyal), sikeresen alkalmazták szennyezett talajok illetve üledékek toxicitásának értékelésére is.

## Biolumineszcencia

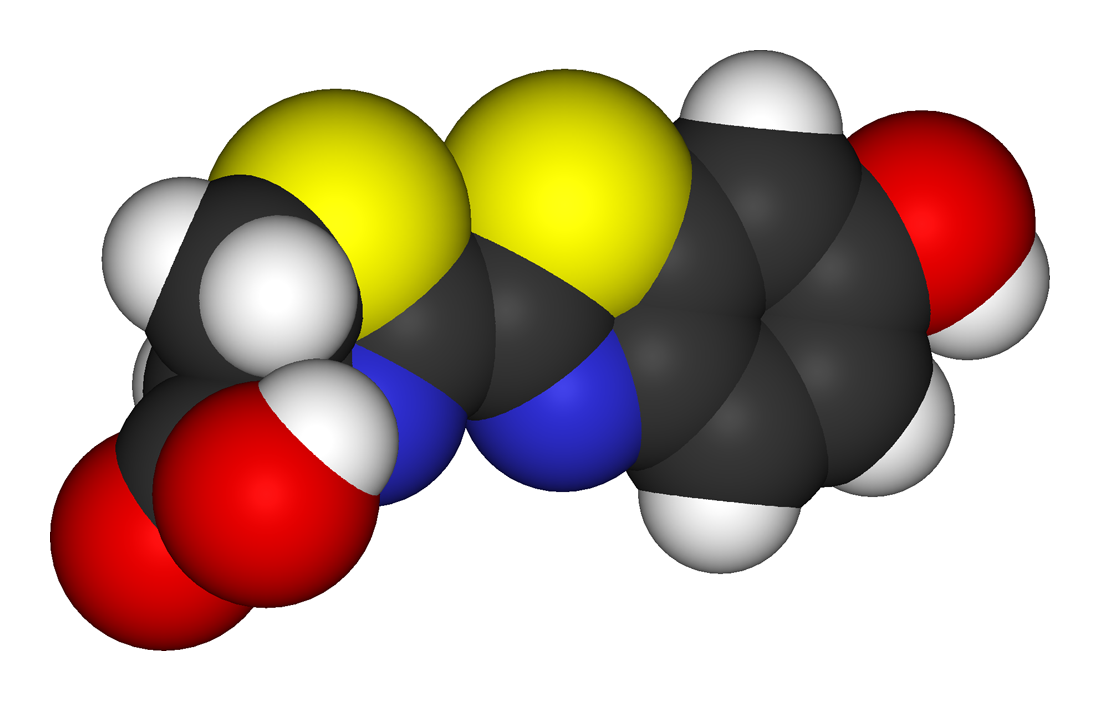
luciferin

A biolumineszcencia az őt tartalmazó sejt életképességének jellemzője. Az élő rendszer általi lumineszcens fénykibocsátást szolgálja.
Keltésében két enzim játszik szerepet. Az egyik a photogenáz, amely fehérjevegyületekből a luciferin nevű, a világító szervekben vagy szervezetekben finoman eloszlott anyagot termeli. A luciferin oxigén jelenlétében egy oxidáz molekula, amely luciferáz hatására oxiluciferinné oxidálódik, s közben fényt bocsát ki magából. Az oxiluciferin anyilyen könnyen oxidálódott, ugyanolyan könnyen redukálható is luciferinné a luciferin oxidációjakor az összes kisugárzott energia {\displaystyle 92\%}-ban fényenergia alakjában hagyja el a fénykeltő szervet.
A bakteriális lumineszcens fény képzésének alapegyenlete a következő (Steinberg és munkatársai, 1995).
{\displaystyle \mathrm {FMNH_{2}+O_{2}+RCHO} } →luciferáz→  {\displaystyle \mathrm {FMN+ROOH+H_{2}O} } + fény
ahol {\displaystyle \mathrm {FMNH_{2}} } a redukált, míg a {\displaystyle \mathrm {FMN} } az oxidált luciferin mononukleotid.
A mérgező anyag változásokat idéz elő a sejt állapotában – sejtfal, sejtmembrán, az elektrontranszport-rendszer, enzimek, a citoplazma alkotói – amelyek a biolumineszcencia csökkenésében mutatkoztak meg.

## Tesztorganizmusok

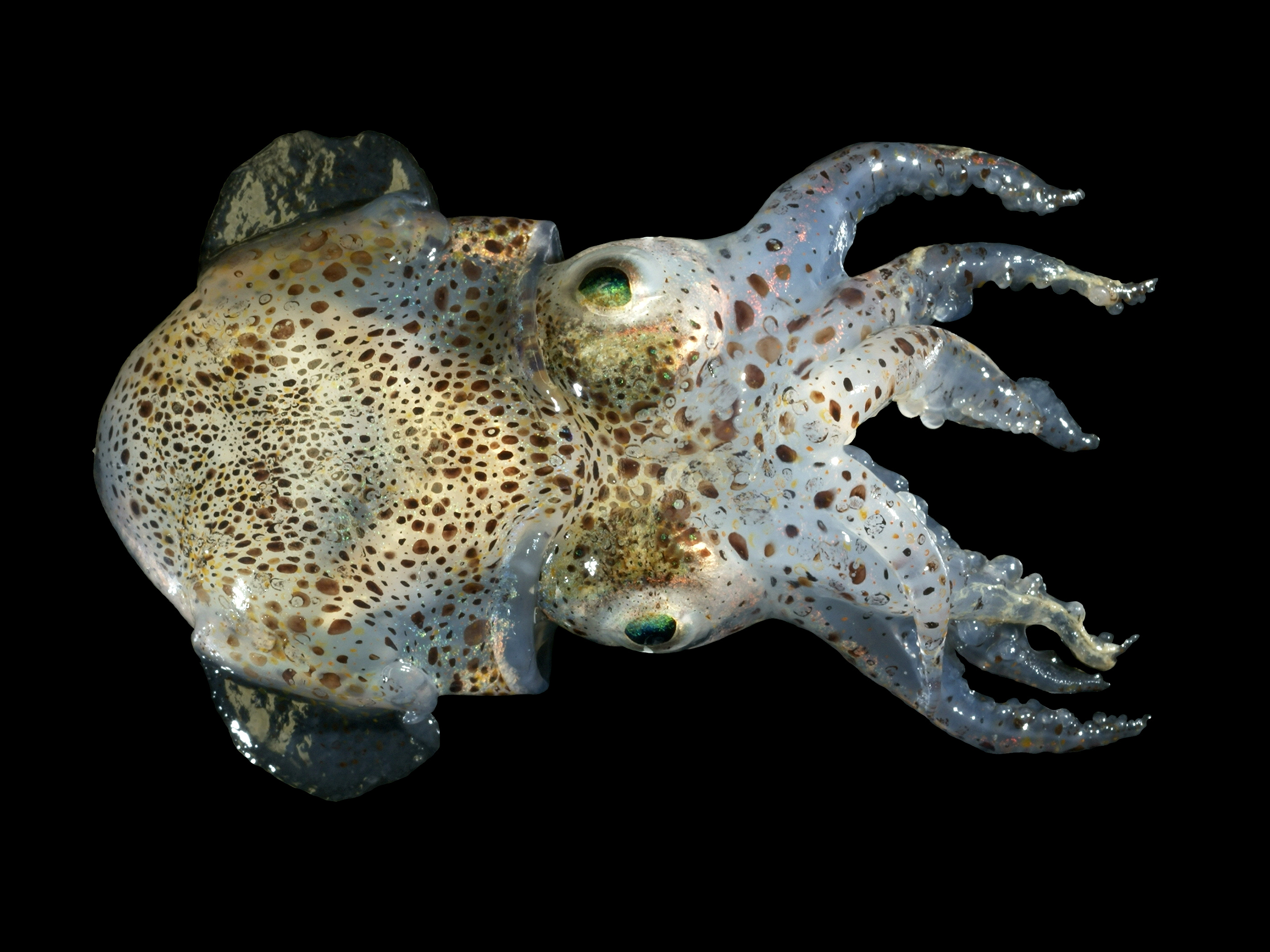
kurtafarkú tintahal

Sokféle organizmus (gerincesek, gerinctelenek, baktériumok) képes lumineszcens fényt kibocsátani.
A természetben fellelhető lumineszcens baktériumok a Photobacterium nemzetség tagjai. Ezen baktériumok használata gyors, egyértelmű és költségkímélő.
A leggyakrabban használt tesztorganizmus a Vibrio fischeri, ami egy olyan tengeri baktérium, amely a természetben a kurtafarkú tintahal speciális fény kibocsátó szervében, az úgy nevezett „fényszervben” él és optimális körülmények között, anyagcseréje során fényt bocsát ki.
További fontos szempont, hogy a baktériumok teszt szervezetként való használata nem okoz etikai problémákat. Ez igen fontos, hiszen az Európai Unió vegyi anyagokkal kapcsolatos stratégiája (White Paper, European Commission, 2001) explicite kimondja, hogy az állatokkal végzett tesztek számát csökkenteni kell.

## A mérés lefolyása

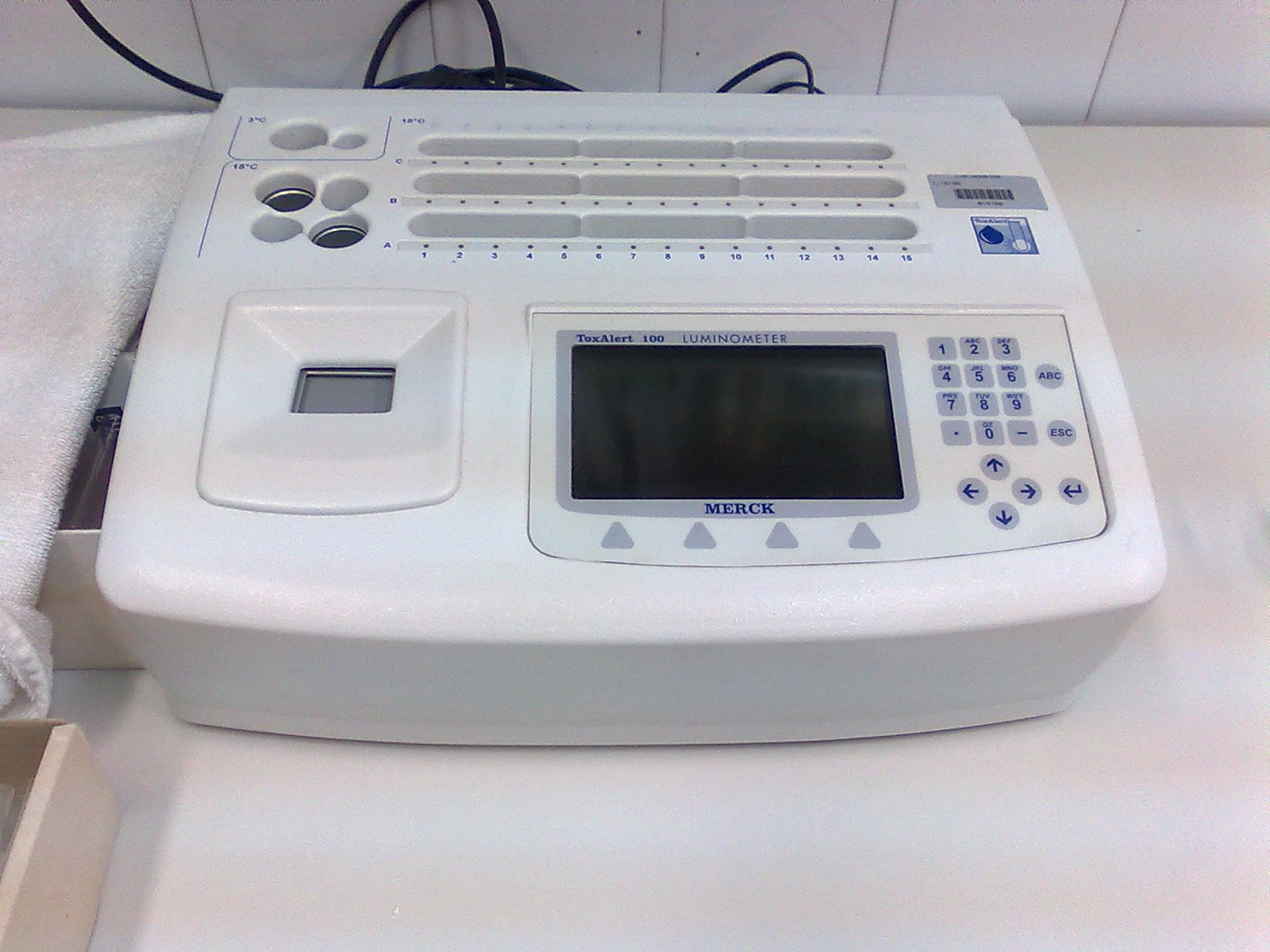
luminométer

A mérés elvégzéséhez először a baktérium szuszpenziót kell elkészíteni, fagyasztva szárított baktérium és a tesztekhez szintén a Merck által forgalmazott rekonstrukciós oldat felhasználásával.
A toxikus szennyező anyagot tartalmazó tömény mintából {\displaystyle 1:2:4:8:16} hígítási sort készítünk, sztenderd víz felhasználásával. Ehhez a hígítási sorhoz adjuk hozzá a baktérium szuszpenziót, majd az így kapott elegyek lumineszcencia gátlásának mértékét luminométerrel végezzük el. Az expozíciós időt 5 és 30 perc között állíthatjuk be.
A kapott értékeket hasonlítjuk össze az előzőleg megmért a baktériumszuszpenzió lumineszcencia intenzitásának mértékével.
Mivel a Vibrio fischerivel tengeri baktérium, ezért a kísérletek végrehajtásakor a vizes oldat 2-3%-os {\displaystyle \mathrm {NaCl} } koncentrációjának fenntartása, az ozmózisnyomás érdekében szükséges. Azonban {\displaystyle \mathrm {NaCl} } hatására megnövekedett ionerősség befolyásolja a fémek kémiai formáját, és ezáltal a toxicitását.
{\displaystyle \mathrm {Cl^{-}} }-ion jelenlétében a fémek kloro-komplex formává alakulnak, megváltoztatva ezzel az eredeti formának megfelelő toxicitást. Ezért az ozmózis nyomás fenntartása érdekében számos egyéb oldatot kipróbáltak: pl. fruktózt, D-glükózt, maltózt, glicerint, citromsavat, {\displaystyle \mathrm {NaNO_{3}} }, {\displaystyle \mathrm {(NH_{4})_{2}SO_{4}} }, {\displaystyle \mathrm {NaClO_{4}} }, {\displaystyle \mathrm {Na_{2}SO_{4}} } stb., amelyek közül a {\displaystyle \mathrm {NaClO_{4}} } és a {\displaystyle \mathrm {Na_{2}SO_{4}} } vegyületeket találták a legmegfelelőbbnek. A {\displaystyle \mathrm {Na^{+}} }-ion jelenléte a mérés során feltétlenül szükséges, mivel a lumineszcencia intenzitása így alig változik. Ezért azok az ozmotikumok, amelyek nem tartalmaznak {\displaystyle \mathrm {Na^{+}} }-t, nem alkalmasak a {\displaystyle \mathrm {NaCl} } helyettesítésére.

## A mérést követő számítások
Az {\displaystyle f_{kt}} korrekciós faktor:
{\displaystyle f_{kt}={l_{kt} \over l_{0}}}
ahol:
{\displaystyle f_{kt}}: az expozíciós (kontakt) időre meghatározott koncentrációs faktor
{\displaystyle l_{kt}}: lumineszcencia intenzitás a kontrollban, RLU-ban (relative luminescence units) mérve, az expozíciós idő után
{\displaystyle l_{0}}: a kontroll tesztszuszpenzió lumineszcencia intenzitása közvetlenül a hígító 2%-os {\displaystyle \mathrm {NaCl} } oldat hozzáadása előtt.
A tesztmintára {\displaystyle l_{ct}} értéke:
{\displaystyle l_{ct}=l_{0}\cdot f_{kt}}
ahol:
{\displaystyle f_{kt}}: az {\displaystyle f_{kt}} átlaga
{\displaystyle l_{0}}: a kontroll tesztszuszpenzió lumineszcencia intenzitása közvetlenül a hígító (2%-os {\displaystyle \mathrm {NaCl} }) oldat hozzáadása előtt
{\displaystyle l_{ct}}: az {\displaystyle l_{0}} korrigált értéke a tesztmintákra közvetlenül a tesztminta hozzáadása előtt.
A tesztminta {\displaystyle H_{t}} inhibeáló effektusa:
{\displaystyle H_{t}={l_{ct}-l_{Tt} \over l_{ct}}\cdot 100}
ahol:
{\displaystyle H_{t}}: a tesztminta inhibeáló effektusa az expozíciós idő után, %-ban megadva
{\displaystyle l_{ct}}: az {\displaystyle l_{0}} korrigált értéke a tesztmintákra közvetlenül a tesztminta hozzáadása előtt
{\displaystyle l_{Tt}}: a tesztminta lumineszcencia intenzitása az expozíciós idő után.

## A teszt értékelése
Toxikusnak a {\displaystyle 20\%} feletti gátlást okozó mintákat tekintjük.
A toxicitás számszerűsítése a legelterjedtebb mutatószám a halálos vagy halált okozó koncentráció, a concentratio letalis ({\displaystyle LC}). Technikai okok miadt leggyakrabban a közepes halálos koncentráció ({\displaystyle LC_{50}}) meghatározása történik. Az {\displaystyle LC_{50}} kiszámítására az erre alkalmas szoftvert alkalmazzuk.